# Aleksandra Nowakowska
Aleksandra Nowakowska (* 23. April 1998) ist eine polnische Hochspringerin.

## Sportliche Laufbahn
Ihren ersten internationalen Auftritt hatte Aleksandra Nowakowska bei U18-Weltmeisterschaften 2015 im kolumbianischen Cali, bei denen sie mit 1,82 m den vierten Platz belegte. Zwei Jahre später nahm sie an den U20-Europameisterschaften in Grosseto teil, bei denen sie mit 1,79 m den siebten Platz belegte.
2018 wurde Nowakowska polnische Hallenmeisterin im Hochsprung.

## Persönliche Bestleistungen
- Hochsprung (Freiluft): 1,85 m, 11. Juni 2017 in Kutno
  - Hochsprung (Halle): 1,85 m, 19. Februar 2017 in Toruń